# Észak-koreai irodalom

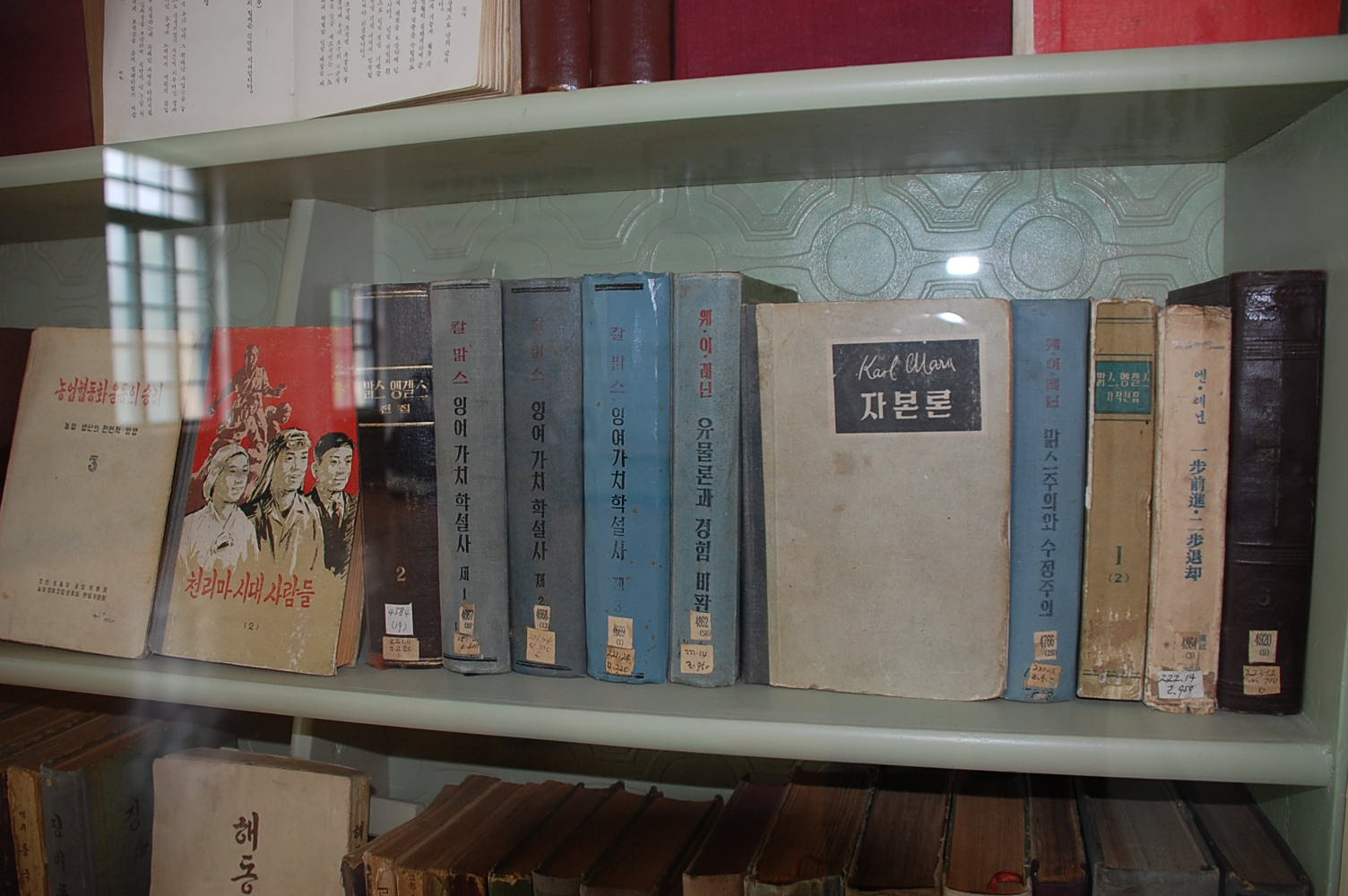
Könyvek a phenjani Nagy Népi Tudás Házában

Az észak-koreai irodalom története Korea kettészakadásával kezdődik. A szocialista államberendezkedés az irodalomra politikai eszközként tekint, melynek feladata kezdetben az új szocialista társadalmi berendezkedés elősegítése, majd az észak-koreai eszmék, a dzsucse propagálása lett. Az irodalom központi témakörei a Kim család dicsőítése, a szocialista ország felsőbbrendűségének hirdetése, valamint a külső ellenség, az Amerikai Egyesült Államok és Dél-Korea kritikája.

## Története

### 1940-es és 1950-es évek
Észak-Koreában a kettéválást követően az irodalom elsődleges szerepe a kommunizmus eszméjének terjesztése, az új szocialista társadalom kiépítésének segítése volt. 1946-ban megalakult az Észak-koreai Irodalmi és Művészeti Szövetség, melynek legfontosabb tagjai, Ri Gijong (Ri Ki-yong) (리기영, 1896–1988), Han Szorja (Han Sor-ya) (한설야, 1901–1963), An Hamgvang (An Ham-gwang) (안함광, 1910–1982), Szong Jong (Song Yong) (송영, 1903–1979), Pak Szejong (Pak Se-yong) (박세영, 1902–1989) és Ri Donggju (Ri Tong-gy) (리동규, 1913–1951) Szöulból Phenjanba költöztek, hogy a számukra megfelelő ideológiát kövessék. A korszakra a szocialista realizmus és a forradalmi romantika volt jellemző.
A kezdeti időszakban az orosz-koreai származású Cso Gicshon (Cho Ki-chon) (조기천, 1913–1951) került középpontba olyan versekkel, mint a Tumangang (Dumangang) (두만강; „Tumen folyó”) vagy a Ttangi nore (Ttangui norae) (땅의노래, „A föld dala”). A korszak másik prominens költője Kang Szunghan (Kang Seung-han) (강승한, 1918–1950) volt, aki a Hallaszan (Hallasan) (한라산, „Halla-hegy”) című költeményével vált ismertté 1948-ban. A prózát olyan írók dominálták, akik már a gyarmati időszak alatt is a proletár irodalmat szorgalmazták, beleértve Ri Gijong (Ri Ki-yong)ot és Han Szorját (Han Sor-yát) is.

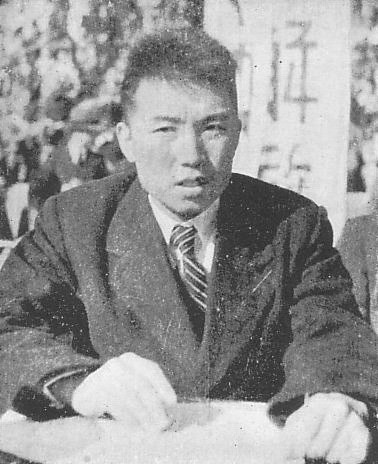
Kim Ir Szen 1946-ban

A koreai háborút követően a párt tisztogatásokat végzett és számos, délről érkezett írót eltávolítottak az irodalmi körökből. A megmaradt írók feladata az újjáépítési és gazdasági propaganda terjesztése lett. Megjelentek az olyan művek, melyek Kim Ir Szen japánellenes hősiességét és a háború alatti vezetői képességeit dicsőítették, valamint kritizálták az amerikai katonai politikát és a dél-koreai társadalmat. A prózai művek a munkások mozgósítását, buzdítását tűzték ki célul, az újjáépítési munkálatok elősegítésére. Ezek a regények, mint például Jun Szedzsung (윤세중, Yun Se-jung) Sirjon szogeszo (Siryeon sogeseo) (시련 속에서, „Nehézségben”) című munkája, az egyéni boldogulás feladását, az osztályszolidaritást hangsúlyozták, ünnepelve a munkások erőn felüli igyekezetét. Ebből az időszakból két regény emelkedik ki, az egyik Cshö Mjongik (최명익, Choi Myeong-ik) Szoszandesza (Seosandaesa) (서산대사) című műve, mely a 16. századi japán megszállás idején játszódik, főszereplője egy szerzetesekből álló hadsereg. A történet analógiája azonban a koreai háborúnak, amikor az ENSZ serege megtámadta Phenjant. A másik, kritikailag elismert mű Ri Gijong (Ri Ki-yong) Tumangang (Dumangang) (두만강; „Tumen folyó”) című, három részletben kiadott regénye, mely a Csoszon (Joseon)-dinasztia összeomlásától a japán gyarmatosítással bezárólag vizsgálja, hogyan formálódik osztállyá a parasztság. Az író itt is hű marad a szocialista realizmushoz, és összefonja Kim Ir Szen ideológiai küzdelmét a parasztok feudalizmus elleni harcával.

### 1960-as és 1970-es évek
Az 1960 utáni irodalom központi témája a dzsucse, valamint a „nemzeti irodalmi forma” megteremtése, ami Peter H. Lee szerint „a proletárok által vezetett marxista-leninista forradalom művészi kifejezésmódjának tekintett japánellenes forradalmi irodalom elpusztíthatatlan modellként szolgált, melyet a szocialista irodalomnak mindenképp imitálnia kellett.” A dzsucse-irodalom a 70-es évekre teljesen elfogadottá és elterjedtté vált Észak-Koreában és három kategóriára osztható. Az első Kim Ir Szen munkásságát élteti, a második a koreai szocialista állam nagyságát hangsúlyozza, a harmadik pedig a Dél-Koreával való „forradalmi újraegyesülést” propagálja. A legfontosabb ezek közül Kim Ir Szen éltetése volt, a Kim család alapján számos irodalmi hős született. Ez a tendencia a költészetben is megfigyelhető. Olyan sok, Kimet éltető vers született azóta, hogy az óda (송가, szongga (songga)) műfaján belül saját kategóriája létezik. Számos irodalmi mű központi témája a szocialista nemzet felépítése, Kvon Dzsongung (권정웅, Kwon Jeong-ung) Pegilhong (Baegilhong) (백일홍, „Rézvirág”) című művének főszereplője például egy vidéki vasúti őr, akinek a felesége inkább városban szeretne lakni, de aztán férje és a férfi munkatársainak önkéntességéből fakadó lelkesedés őt is magával ragadja és végül maga is jelentkezik a munkára.

### 1980-as évek
Az 1980-as évekre két irodalmi trend volt a jellemző: a Kim Dzsongil (Kim Jong-il)-féle dzsucsepolitika propagálása és a dél-koreai történések éles kritikája, ellentétbe állítva a „szocialista állam nagyságával”. Kim ábrázolása eltér apjáétól, nem forradalmi hősként ünneplik, hanem bölcs humanistaként, aki sokszor nem főszereplője a műnek, hanem a probléma megoldójaként, és az „emberi szeretet megtestesítőjeként” jelenik meg, aki hétköznapi emberek hétköznapi gondjaival foglalkozik. A Dél-Koreára összpontosító művek jórészt a kvagndzsui felkeléssel foglalkoznak, és eltorzítva, egyoldalúan mutatják be az eseményeket, felnagyítva a dél-koreai szegénységet, mindezt annak érdekében, hogy hangsúlyozzák a szocialista berendezkedés felsőbbrendűségét.

### 1990-es évektől
Az 1990-es évek előtt az észak-koreai irodalomra jellemző „szocialista éden”-megközelítés, ahol mindenki egyenlő, nemre, korra, foglalkozásra való tekintet nélkül és boldogan, idilli körülmények között él, elkezdett realisztikusabb formát ölteni, amihez hozzájárult a '90-es évek közepén kitörő éhínség is. A korábban változatosan étkezőnek és boldognak ábrázolt parasztok a 20. század végi, 21. század eleji művekben már élelemhiánnyal küzdenek, a húst felváltja a burgonya és a kukorica, és bár az emberek továbbra is „osztoznak a szocialista értékekbe vetett hiten, legalább néha érezhetik magukat fáradtnak, unottnak vagy fásultnak.” A párt tisztségviselői sem jelennek meg már angyali jótevőként, akik finoman segítik az emberek boldogulását, hanem sokszor kemény és követelményeket támasztó vezetőkét tűnnek fel, akik megszervezik az emberek életét és munkáját. E miatt az irodalmi váltás miatt több kritikus is úgy véli, Észak-Koreában most már megengedett, hogy más témákról is írjanak, és az enyhe kritika is elfogadott. Tatiana Gabroussenko, az Ausztrál Nemzeti Egyetem kutatója szerint azonban ezek a művek nem szállnak szembe a szocialista ideológiával, a korábban felépített dzsucse-értékrenddel, és társadalmi kritikát sem fogalmaznak meg. A hősök szenvedését, az ország problémáit nem a rendszer okozza, hanem a külső ellenség (az USA, Dél-Korea), akik miatt több pénzt kell költeni a védelemre (a hadseregre).